# Zotskolf

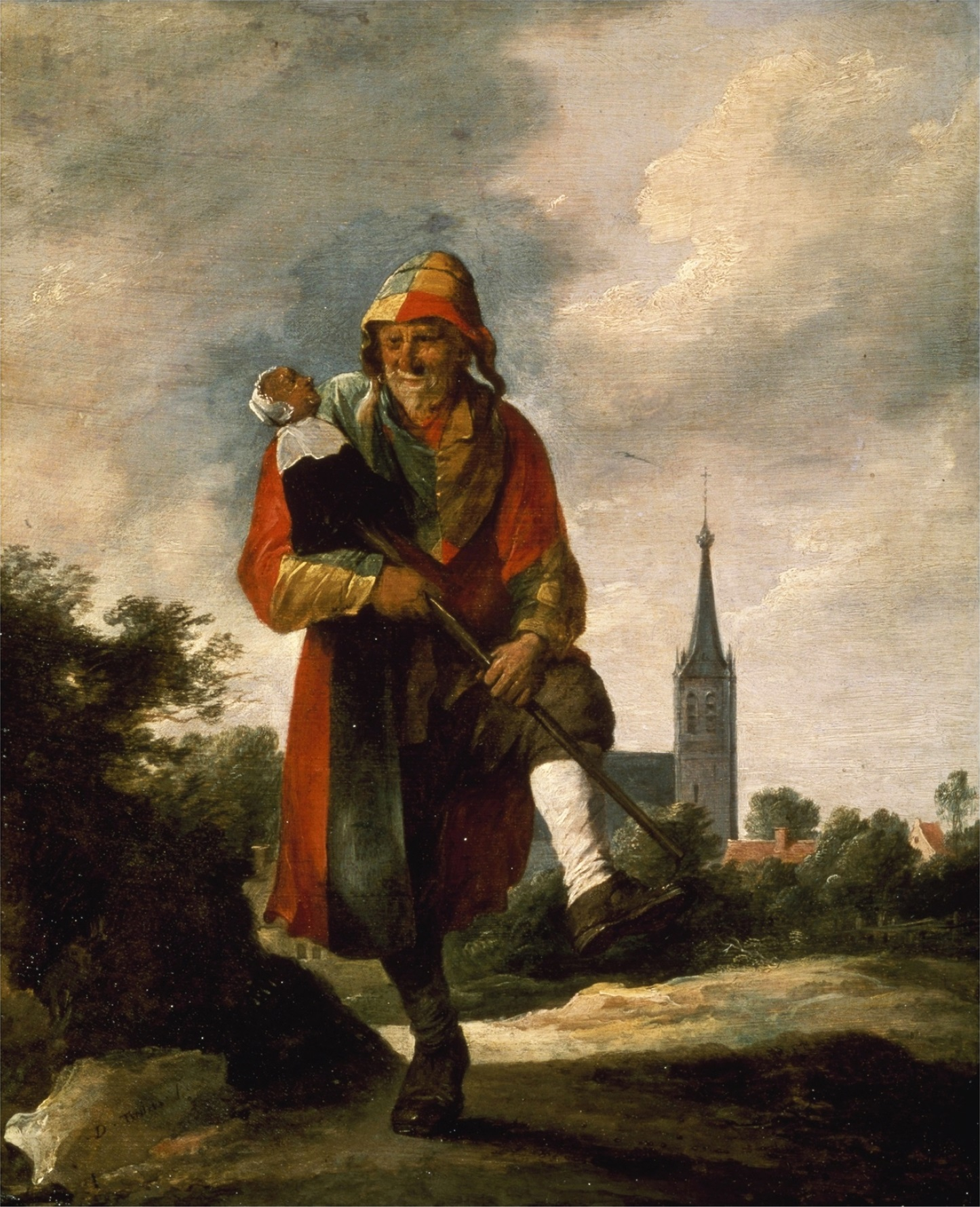
Kunstwerk van David Teniers, ca. 1640

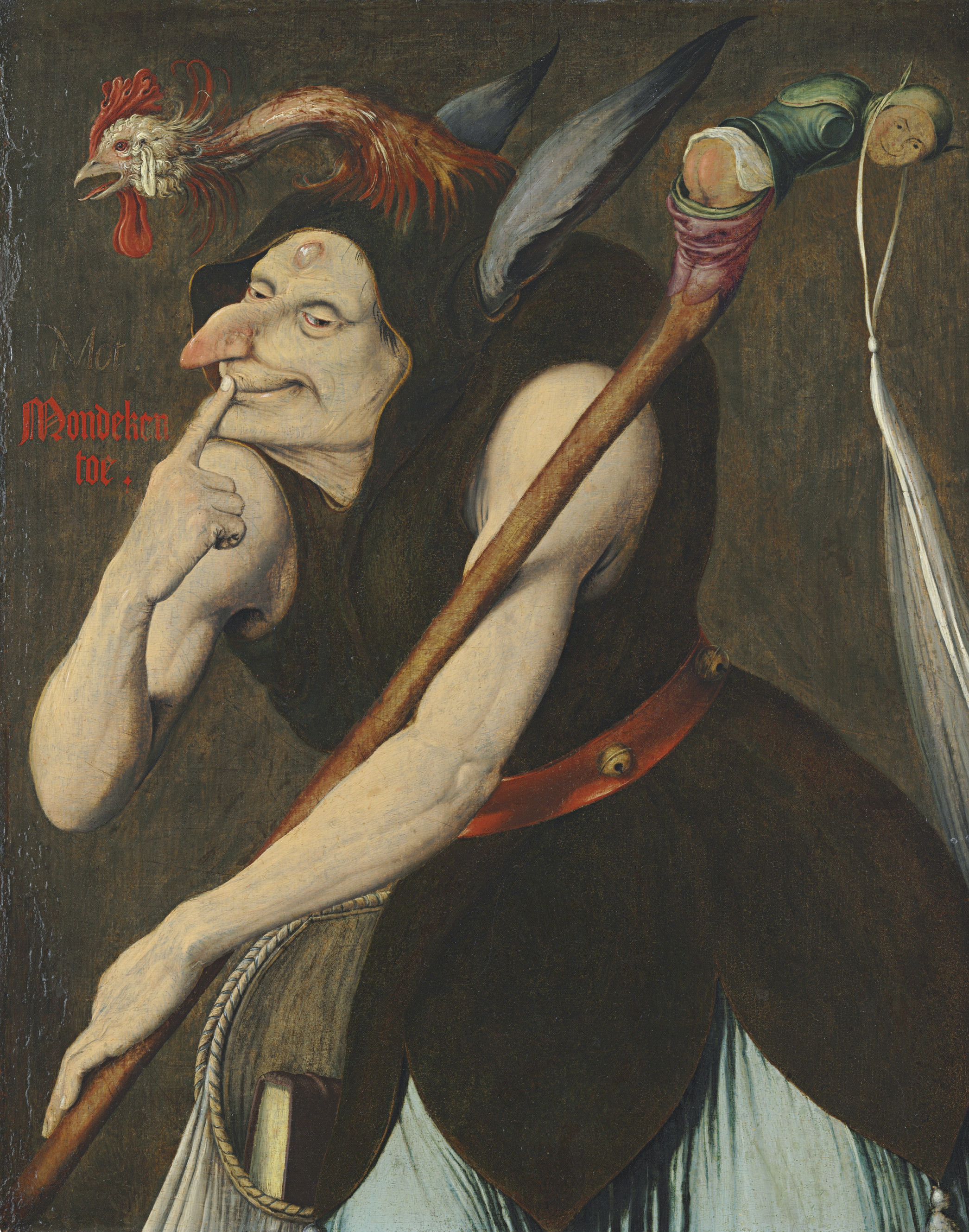
Een nar met zotskolf van Quinten Massijs (I), 16e eeuw

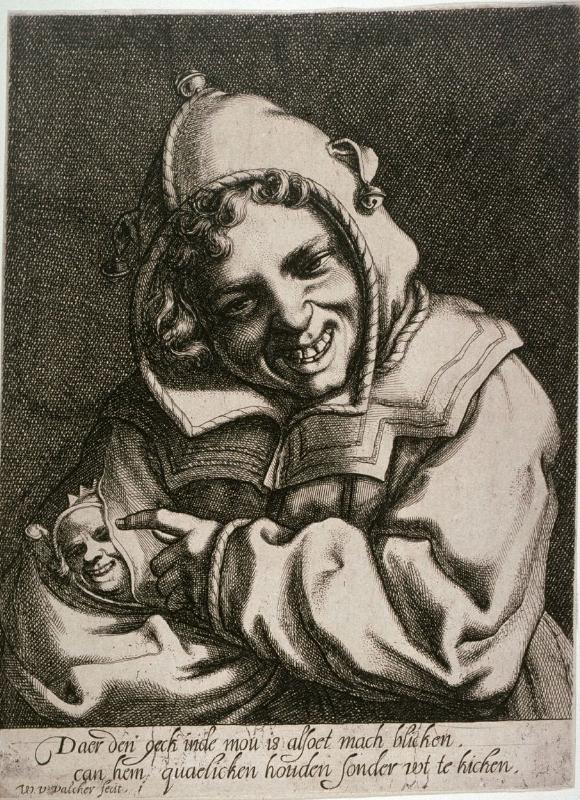
'Daer den geck in de mou is alsoet mach blicken can hem quaelick en houden sonder wt te kicken', Werner Jacobsz van den Valckert, 1600 - 1627

Een zotskolf, narrenstok, gekstok of marot is de staf of scepter van een nar.
Het is een houten stok met een kop erop. De kop vertoont gelijkenis met de eigenaar van de staf en is dus een mini-narretje, compleet met narrenmuts en belletjes.

## Gebruik
De nar kan de staf gebruiken door ertegen te praten, waarbij hij een lachwekkend effect kan bereiken. De nar kon de staf gebruiken om iemand voor gek te zetten, ook bijvoorbeeld de koning. Wanneer die boos werd op de nar, kon deze zich beroepen op de marot: hij had het gezegd, niet de nar. 
In toneelstukken kan de narrenstok als buiksprekerspop worden gebruikt.
De nar kan de stok in zijn mouw stoppen om hem plotseling tevoorschijn te halen.
Ook in volksdansen speelt de stok een rol, zoals bij de Morris dance en de Căluşari.

## Trivia
- Het gezegde alle gekheid op een stokje refereert aan de zotskolf.
- Een sot met een marot is een rijmende titel van een personage die door de rederijkers gebruikt werd.
- Ook de battacio of slapstick kan een lachwekkend effect teweegbrengen.

## Afbeeldingen

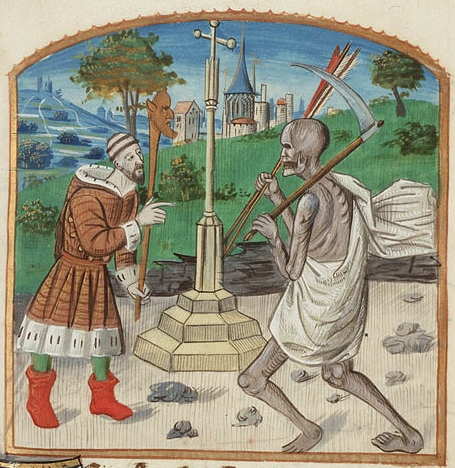
Triboulet, Complaints contre la mort, ca. 1500
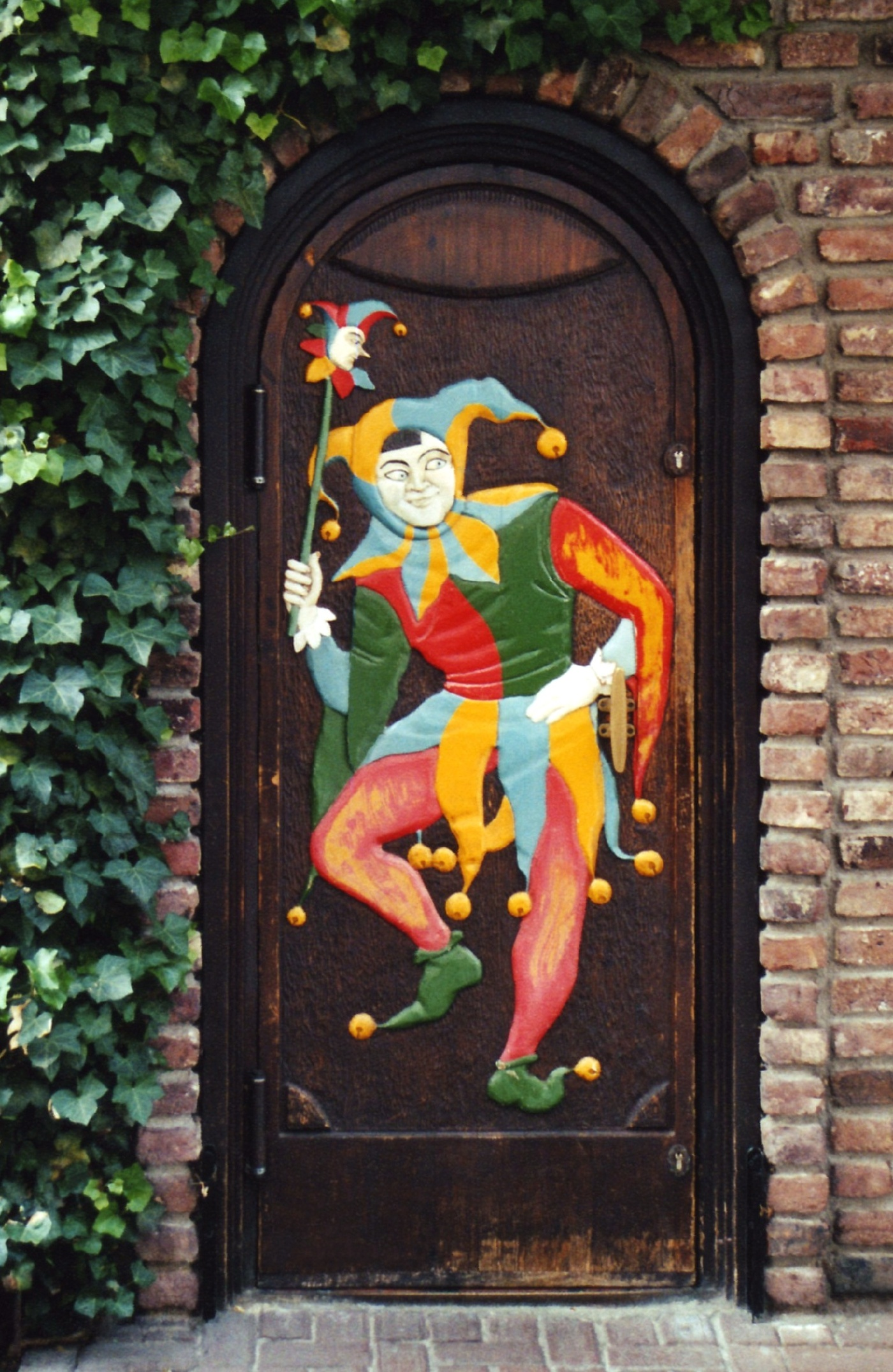
Een moderne nar met stok, geschilderd op een huisdeur
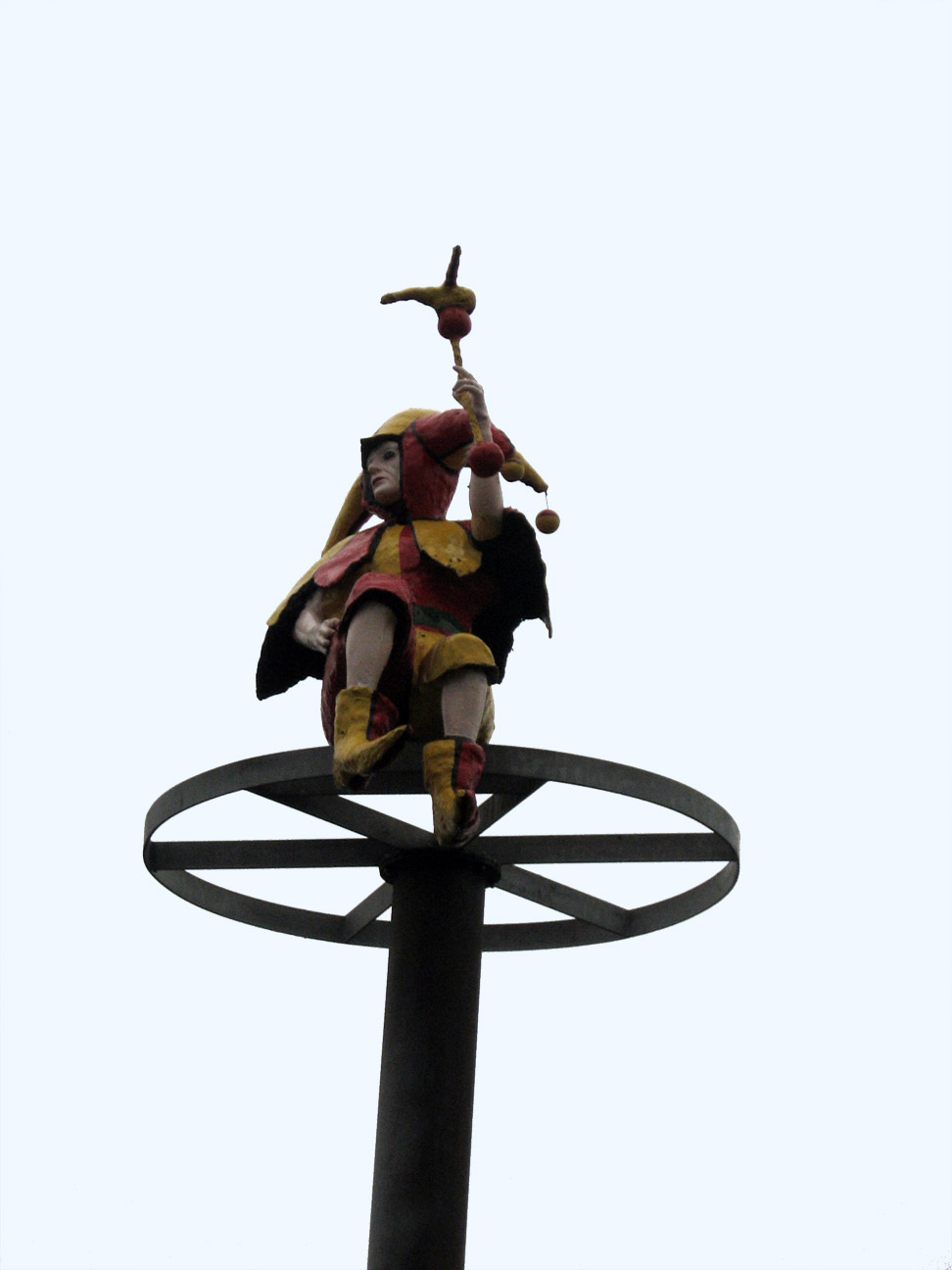
Kunstwerk in Groningen
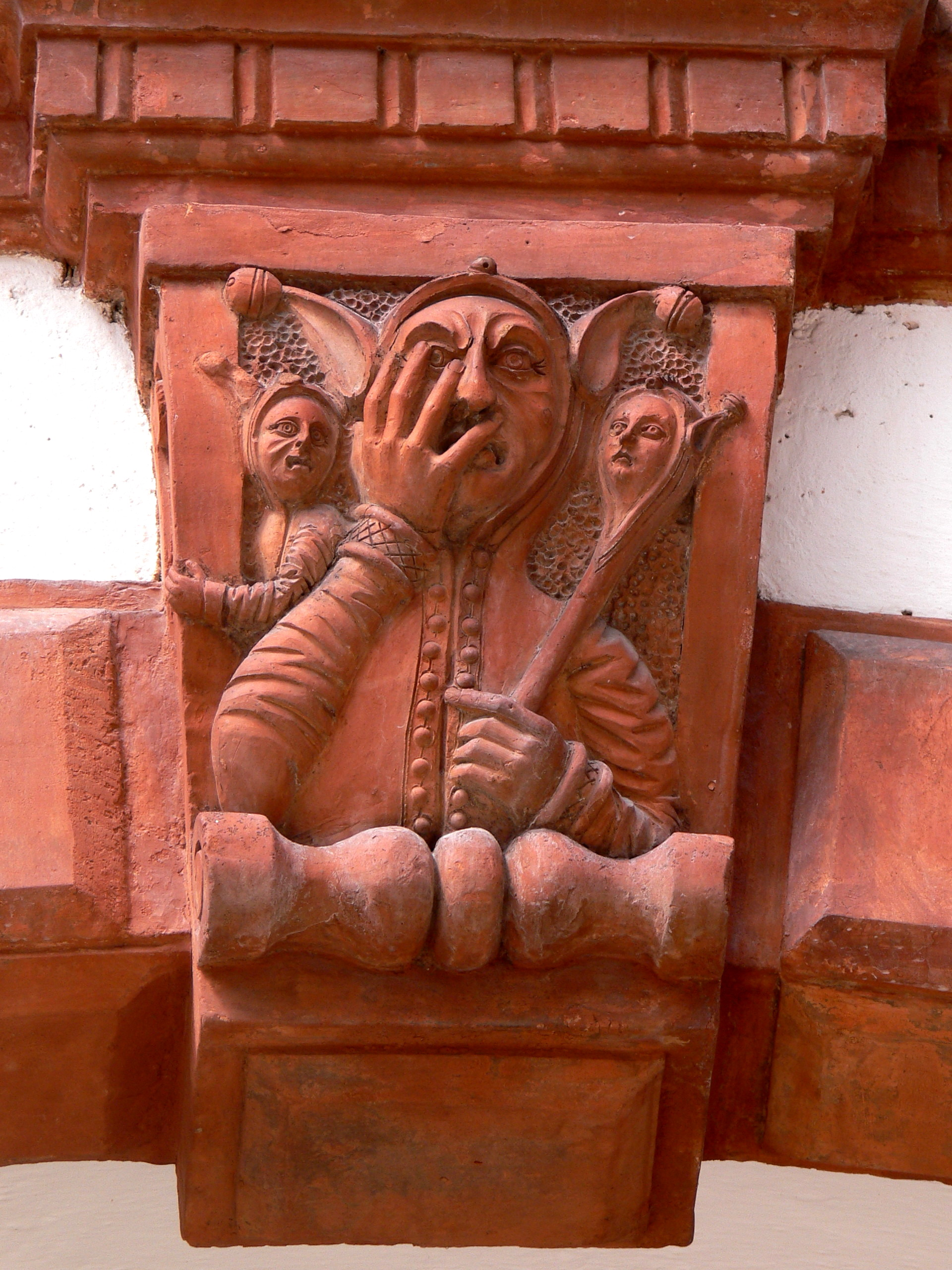
Kunstwerk van terracotta
Een joker met zotskolf
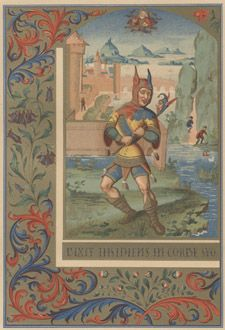
Een 15e-eeuwse nar met zotskolf
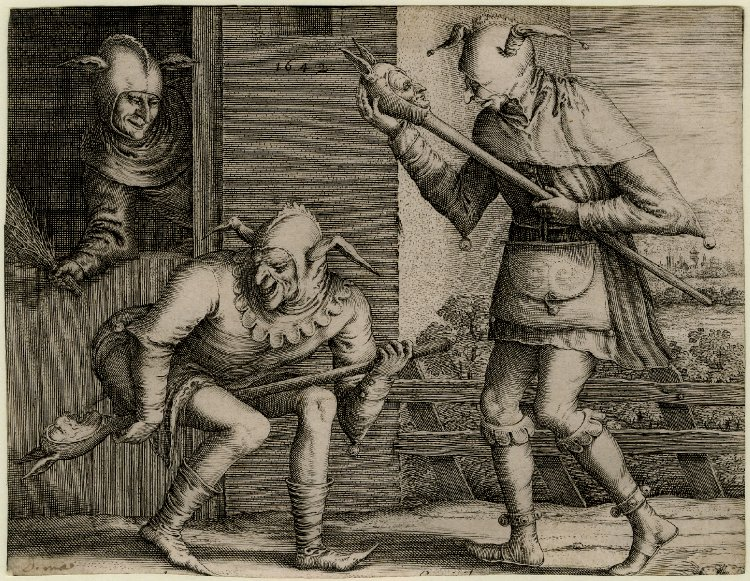
Three Fools of Carnival, 1642
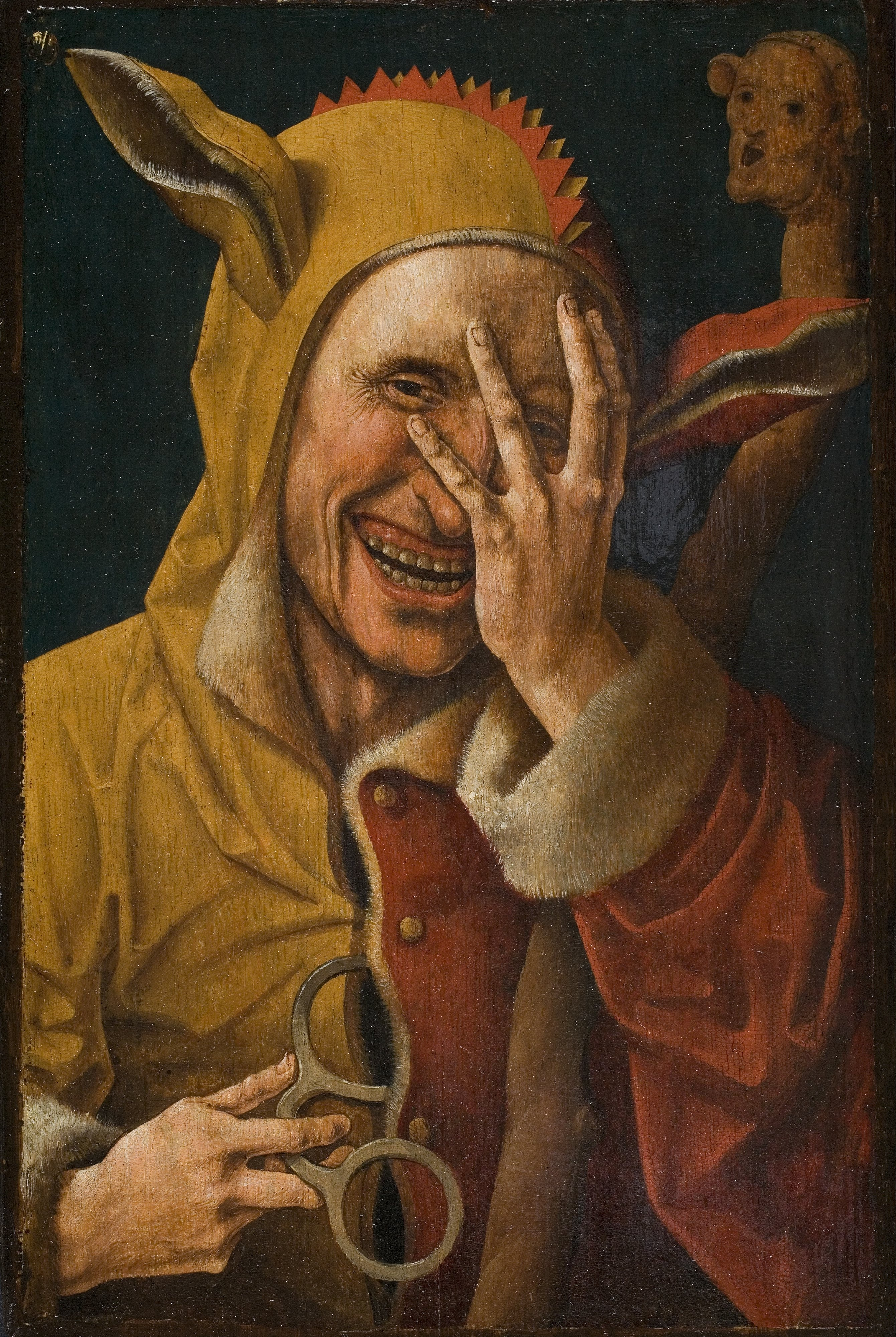
Lachende zot, Jacob Cornelisz. van Oostsanen, ca. 1500